# نقطه پایانی ارتباط
نقطه پایانی ارتباط (به انگلیسی: Communication endpoint) نوعی گره شبکه ارتباطی است. این گره، در واقع نوعی رابط است که توسط یک طرف ارتباطی یا یک کانال ارتباطی ارائه می‌شود.
به عنوان نمونه‌هایی از نقطه پایانی ارتباطات، موضوع انتشار-مشارکت یا ایجاد یک گروه در سیستم‌های ارتباطی گروهی را می‌توان مثال زد.
همچنین سخت‌افزارهای تحت شبکه که باعث اتصال چند پایانه به صورت اشترکی بر روی یک کانال ارتباطی می‌شوند (مانند MCU در ویدئو کنفرانس) نیز نقطه پایانی ارتباط هستند.